# Korschenbroich
Korschenbroich település Németországban, azon belül Észak-Rajna-Vesztfália tartományban. Lakosainak száma 34 324 fő (2023. december 31.). Korschenbroich Neuss és Grevenbroich községekkel határos.

## Népesség
A település népességének változása:
| Lakosok száma | 24 423 | 33 063 | 33 066 | 33 786 | 34 187 | 34 324 |
|               | 1975   | 2017   | 2019   | 2021   | 2022   | 2023   |